# Особое совещание по топливу
Особое совещания для обсуждения и объединения мероприятий по обеспечению топливом путей сообщения, государственных и общественных учреждений и предприятий, работающих для целей государственной обороны (Особое совещание по топливу, Осотоп) — комиссия смешанного состава, созданная в 1915 году для управления производством и распределением топлива во время Первой мировой войны.
Особое совещание было учреждено законом от 17 августа 1915 года. Возглавлялось министром торговли и промышленности В. Н. Шаховским. Согласно положению, в состав совещания входили:
- 7 членов Государственного совета;
- 7 членов Государственной думы;
- 4 представителя министерства торговли и промышленности;
- по одному представителю

министерств: военного, морского, финансов, путей сообщения и внутренних дел;
главного управления землеустройства и земледелия;
государственного контроля;
всероссийских земского и городского союзов;
- 3 представителя центрального военно-промышленного комитета.

Совещание было подразделено на три секции по видам топлива:
- угольную (председатель Д. П. Коновалов),
- нефтяную (председатель А. А. Макаров)
- дровяную (председатель А. Д. Протопопов).

Упразднено постановлением бюро Высшего совета народного хозяйства (ВСНХ) от 30 декабря 1917 года с передачей всех полномочий отделу по топливу ВСНХ.